# لاود تاونشیپ، میشیگان
لاود تاونشیپ (به انگلیسی: Loud Township) یک منطقهٔ مسکونی در ایالات متحده آمریکا است که در شهرستان مونمورانسی، میشیگان واقع شده‌است. لاود تاونشیپ ۹۲٫۷ کیلومتر مربع مساحت و ۲۸۴ نفر جمعیت دارد و ۲۷۳ متر بالاتر از سطح دریا واقع شده‌است.